# 新秀駅
新秀駅（しんしゅう-えき）は中華人民共和国深圳市羅湖区に位置する深圳地下鉄2号線の駅。

## 駅構造
島式ホーム1面2線を有する地下駅。ホームドア設置。
| 蛇口線ホーム (B2F) | ←■2号線 赤湾方面               |
| 蛇口線ホーム (B2F) | 島式ホーム、左側のドアが開く。 |
| 蛇口線ホーム (B2F) | ■2号線・8号線小梅沙方面→       |

## 歴史
- 2011年6月28日 - 開業。

## 隣の駅
■2号線
黄貝嶺駅 - 新秀駅 - 蓮塘口岸駅